# The Kiss of Dawn
The Kiss of Dawn è un singolo del gruppo musicale finlandese HIM, pubblicato nel 2007 ed estratto dal loro sesto album in studio Dark Light.

## Tracce
- CD (Finlandia)

1. The Kiss of Dawn (Radio edit)
2. Venus Doom (Radio edit)

## Video
Il videoclip della canzone è stato diretto da Meiert Avis.